# RoLa

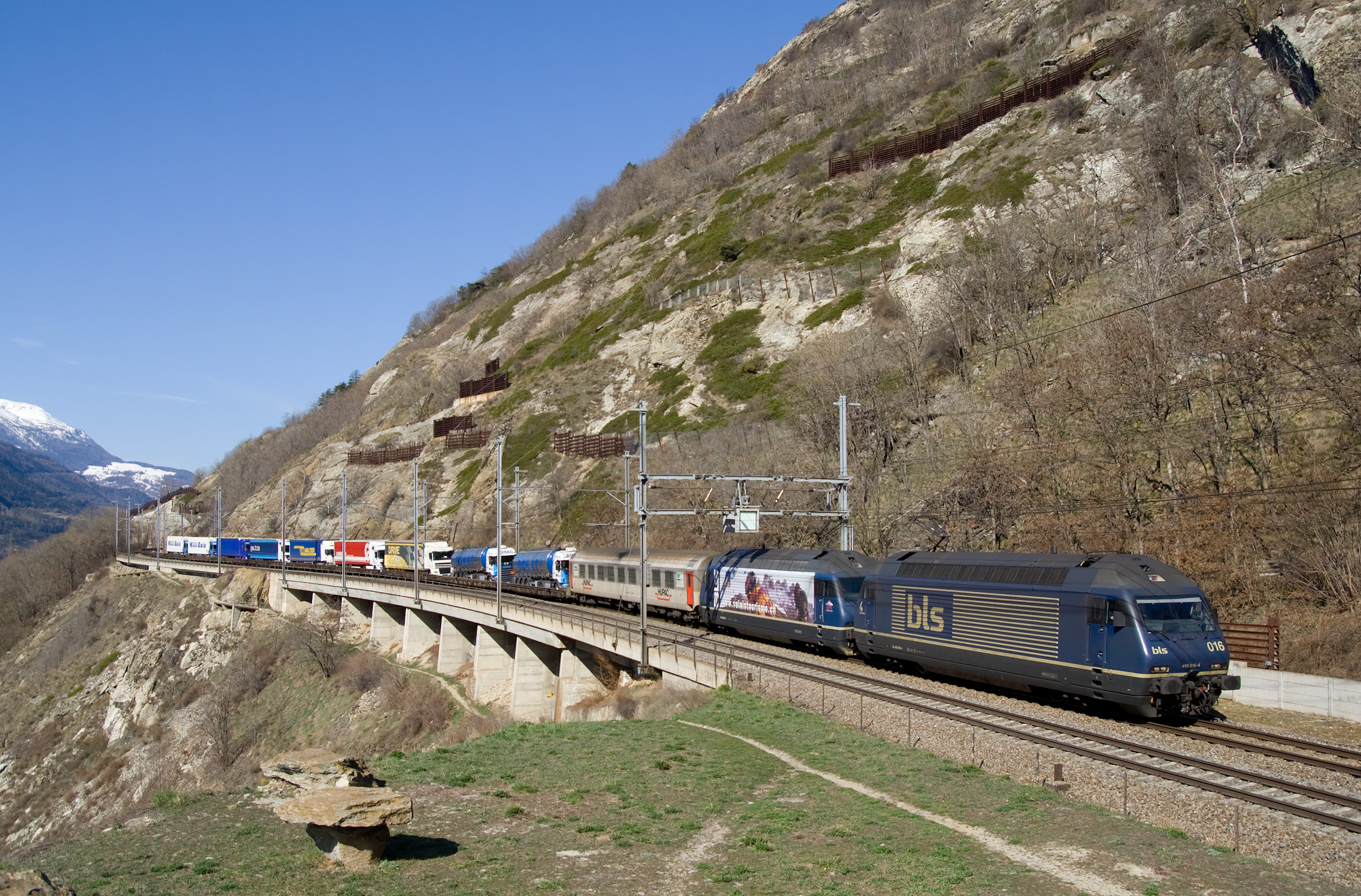
RoLa-vonat Svájcban...

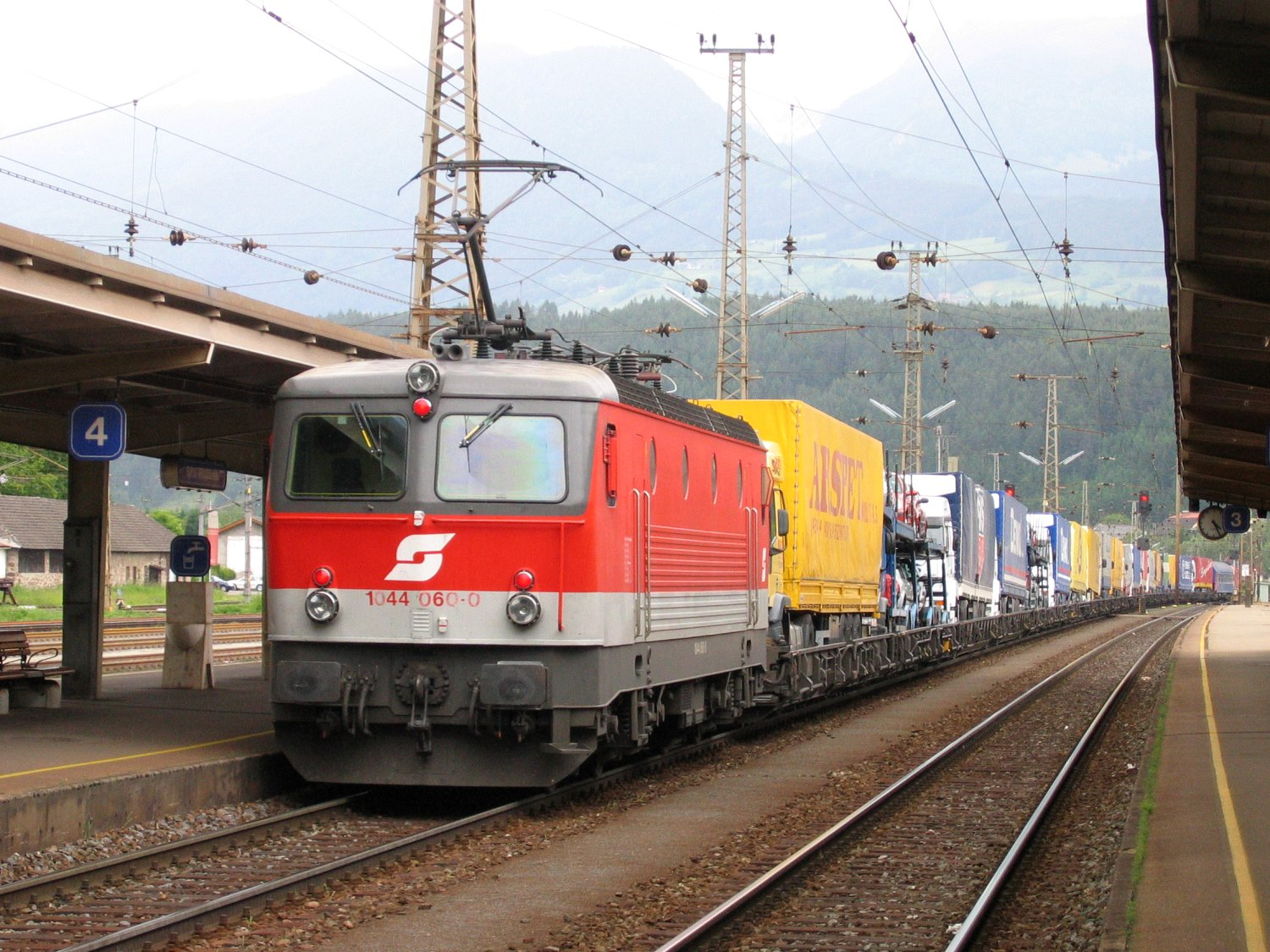
...és Villachban, Ausztriában

A RoLa egy speciális vasúti teherszállítási mód. A szó a német Rollende Landstraße („gördülő országút”) kifejezés rövidítése.

## Jellemzése
A RoLa egy olyan szállítási rendszer, amelynél komplett teherautószerelvények szállítása vasúton történik. Egy ilyen vasúti szerelvény speciális teherkocsikból és egy kísérőkocsiból áll. A kísérőkocsi szerepét általában egy fekvőhelyes kocsi látja el, amelyben a teherautók sofőrjei útközben kipihenhetik magukat. Az induló- és célállomás speciális rámpákkal van ellátva, amelyek keresztül a teherautók le- és felhajtása megtörténhet.

A kombinált fuvarozás térhódítására alapvetően a közúti közlekedés torlódásokat és környezetkárosítást okozó hatásait mérséklő törekvések eredményeként került sor. Nem elhanyagolható szempont ugyanakkor az sem, hogy a közúti szerelvények növekvő mérete, a magas tengelyterhelés döntő mértékben járul hozzá a közutak elhasználódásához, azok megerősítésének szükségességéhez. Ennek nagy költsége is indokolja a közutak tehermentesítését, a nehéz gépjárművek egy részének vasútra terelését.

## Előnyök
A RoLa-forgalom előnyei:
- A spedíciós cég üzemanyagot, útdíjat, időt (pl. dugóknál) és a tehergépkocsiknál kilométereket is megtakarít;
- A sofőrök megállás nélkül is betarthatják a törvény által előírt pihenőidőt;
- A hétvégi kamionstop jó esetben elkerülhető;
- Környezetbarát fuvarozás.

## Hátrányok
- A spedíciós cég vasúti menetrendhez és a vasútállomásokhoz történő illeszkedés, mert nem minden állomás van RoLa-vonat fogadására alkalmas terminállal ellátva;
- Drága az alacsony padlós RoLa-kocsi, kis méretű kerekeik miatt ezek ráadásul fokozottan érzékenyek a vasúti pálya hibáira és jobban rongálják azt, mint egy hagyományos vasúti teherkocsi;
- A kamionok vontatórésze tulajdonképpen feleslegesen utazik, holt tömegként.

## Magyarországon közlekedett irányvonatok

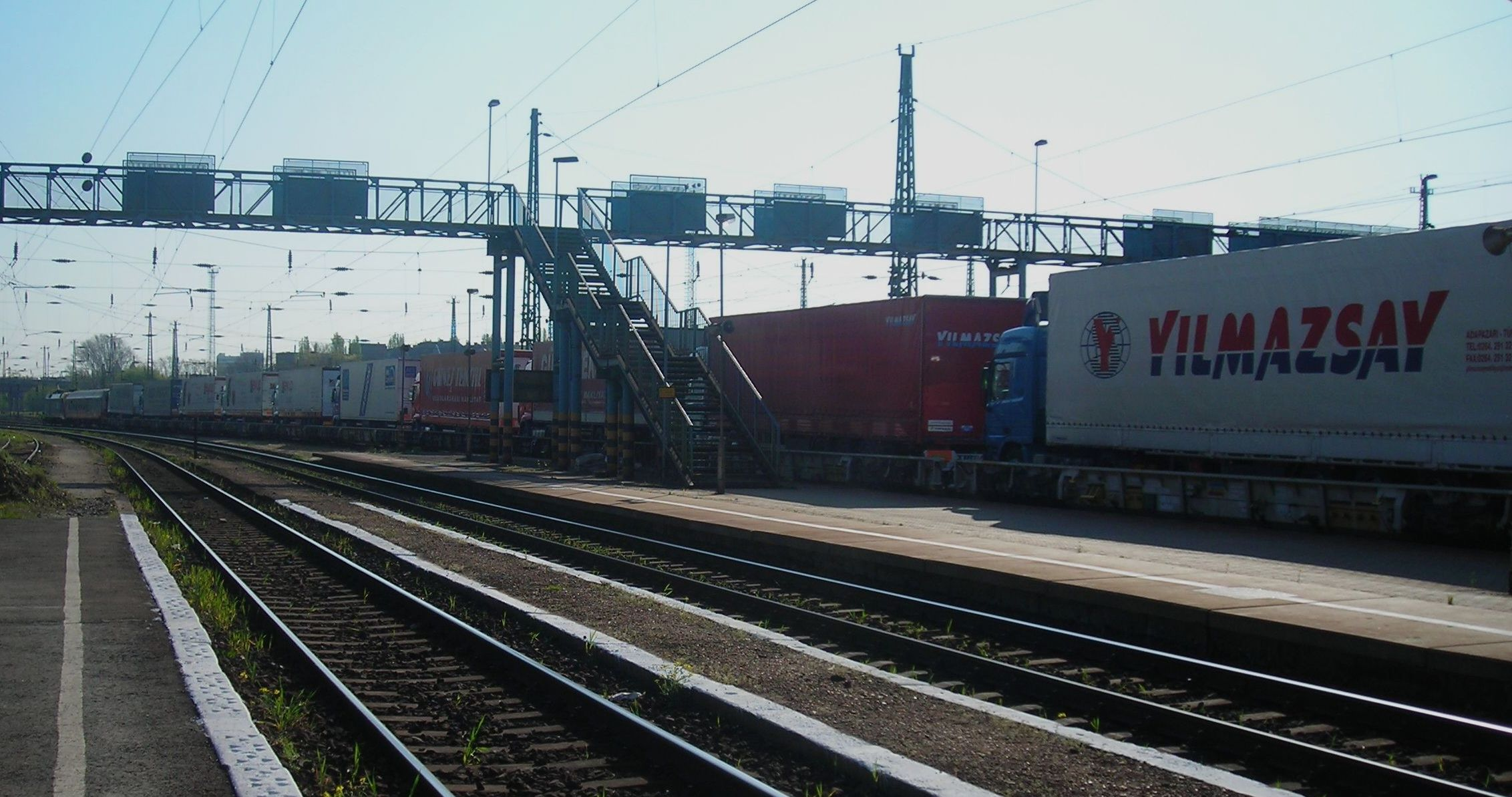
RoLa-vonat indulásra készen a Ferencváros vasútállomáson

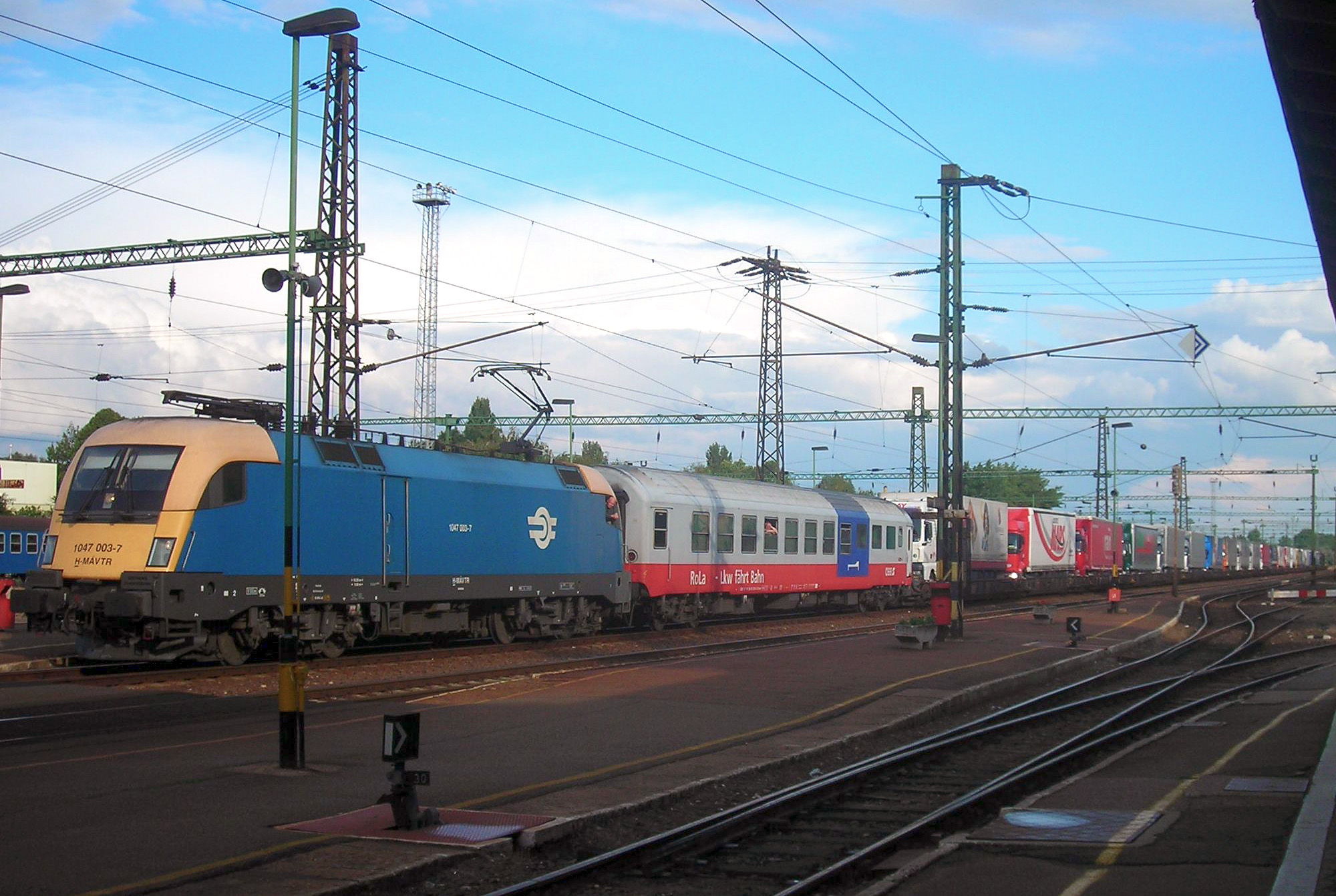
MÁV 1047 sorozat Kecskemét vasútállomáson egy RoLa vonattal

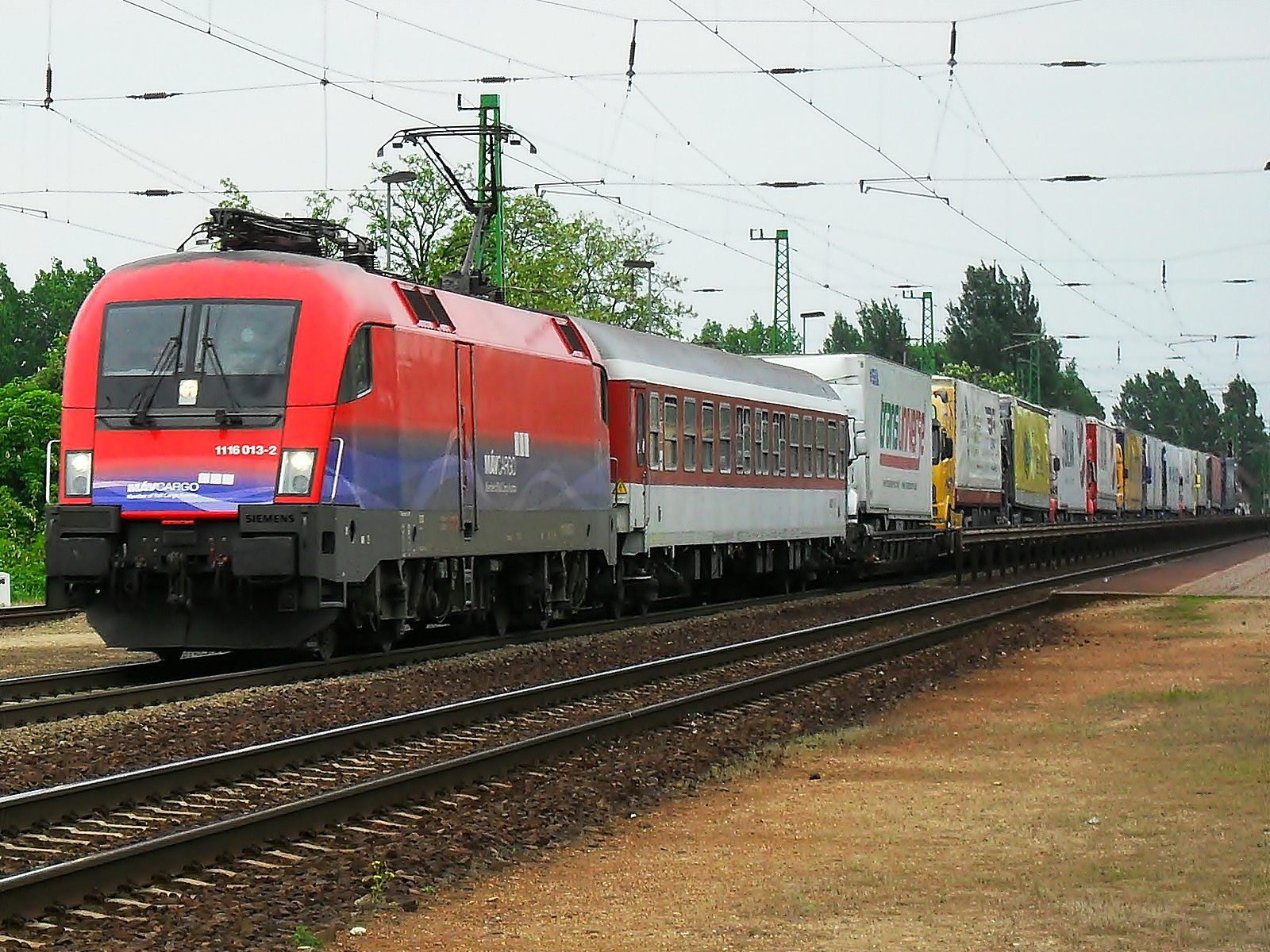
Az ÖBB 1116 sorozat már a MÁV Cargo Zrt. színeiben Üllő vasútállomáson

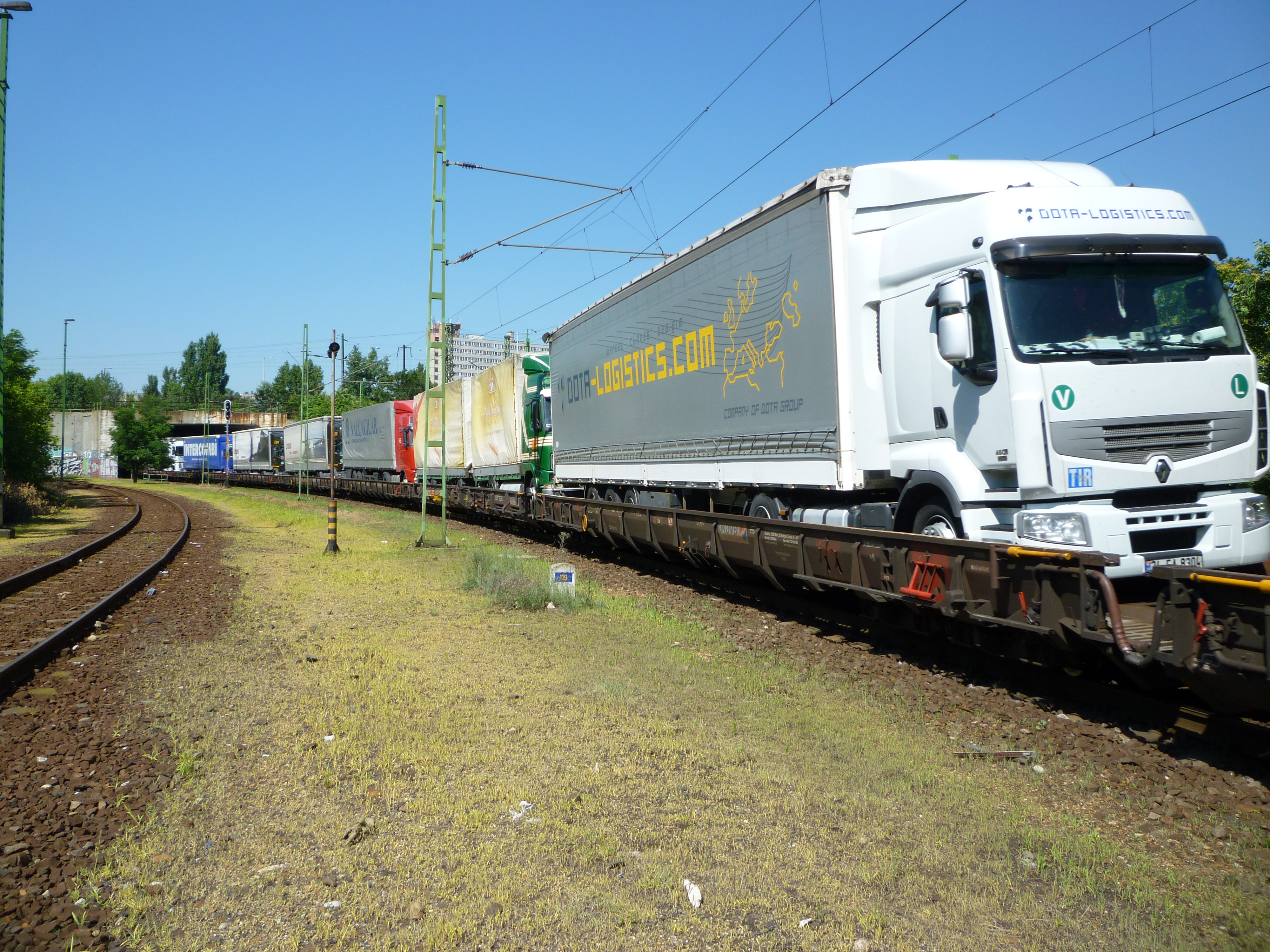
A kamionok speciális vasúti kocsikban utaznak

2012. december 9-ig az alábbi állomások bonyolítottak RoLa forgalmat:
- Kiskundorozsma (zömmel az ausztriai Wels felé indultak innen a RoLa vonatok)
- Sopron
- Budafok-Háros
- BILK (Soroksár)
- Záhony

Hazánkban a szolgáltatás azért szűnt meg, mert a magyar állam nem hosszabbította meg a szolgáltató Hungarokombi pályahasználati díjkedvezményét.

## További kombinált fuvarozási módok
- A huckepack (nem kísért) forgalomban a zárt, ma már többnyire menetrend szerint közlekedő tehervonatokon továbbítják az árut magában foglaló transzkonténert, pótkocsit, csereszekrényt
- RoRo (Roll on – Roll off) forgalomban a közúti szerelvényt hajó (komp) továbbítja a célkikötőbe.

## Kapcsolódó szócikk
- Kombinált fuvarozás